# Disneyland Abu Dhabi
Disneyland Abu Dhabi is een gepland attractiepark en resort op het eiland Yas in Abu Dhabi, Verenigde Arabische Emiraten. Het park wordt ontwikkeld door de Miral Group onder licentie van The Walt Disney Company, waarbij Disney Imagineering verantwoordelijk is voor het ontwerp.
Het project werd op 7 mei 2025 aangekondigd en zal het eerste Disney-resort in het Midden-Oosten, de vierde in Azië en het zevende resort wereldwijd, na Disneyland Resort, Walt Disney World Resort, Tokyo Disney Resort, Disneyland Paris, Hong Kong Disneyland Resort en Shanghai Disney Resort.

## Geschiedenis
Disney heeft al eerder overwogen om een park te openen in de Verenigde Arabische Emiraten, maar in 2009 werd het plan van een resort in Dubai toch afgewezen door het bedrijf.
In januari 2011 werd Disney in verband gebracht met een project in Haifa, Israël, dat gedeeltelijk gefinancierd zou worden door Shamrock Holdings, een aan Disney gekoppelde investeringsmaatschappij. Na berichten in de Israëlische zakenkrant Globes en het vakblad Amusement Management dat Disney betrokken zou zijn bij de ontwikkeling, verklaarde een woordvoerder van Walt Disney Parks and Resorts tegenover Fast Company dat Disney geen plannen had om betrokken te zijn bij de bouw van het park.
De ontwikkeling van een Disney-park in Abu Dhabi werd al tien jaar besproken voordat het project op 7 mei 2025 officieel werd aangekondigd.

## Overzicht
Het resort zal worden gevestigd op Yas Island, een entertainmentbestemming die al onderdak biedt aan attractieparken zoals Warner Bros. World, SeaWorld Abu Dhabi en Ferrari World. Het nieuwe Disney-park streeft ernaar om Disney's verhalen en personages te combineren met de cultuur, architectuur en kustlijn van Abu Dhabi. Disney topman Bob Iger beschreef het project als "authentiek Disney en uitgesproken Emirati", waarbij de integratie van lokale invloeden met Disney's vertelkunst weer wordt benadrukt. Een openingsdatum is nog niet bekendgemaakt, aangezien het project zich nog in de ontwikkelingsfase bevindt. Hoewel de officiële naam van het resort nog niet is aangekondigd, wordt het project voorlopig aangeduid als "Disneyland Abu Dhabi".
Het park zal worden geëxploiteerd en gefinancierd door de Miral Group, terwijl Walt Disney Imagineering verantwoordelijk is voor het ontwerp.  
De aankondiging in Abu Dhabi is de eerste aankondiging van een nieuw attractiepark door Disney sinds de opening van Shanghai Disneyland in 2010.